# Der Klabautermann
Der Klabautermann er en tysk stumfilm fra 1924 af Paul Merzbach.

## Medvirkende
- Evi Eva som Marja
- Wilhelm Diegelmann som William Russell
- Harry Hardt som Holger
- Kläre Grieger
- Ludwig Andersen som Leeds
- Rolf Jäger som Francois Duval
- Hans Trautner som Dr. Fred Maclin